# Lucyn (novads 2009–2021)
Lucyn (łot.: Ludzas novads) – jeden z łotewskich novadsów, funkcjonujący w latach 2009–2021.

## Historia
Novads powstało na terenach należących przed 2009 do rejonu Lucyn.
W skład novadsu wchodziło miasto Lucyn oraz dziewięć pagastsów: Brigi, Cirma, Isnauda, Istra, Nirza, Ņukši, Pilda, Pureņi i Rundēni. Jego stolicą zostało miasto Lucyn.
Zlikwidowany w ramach reformy administracyjnej 30 czerwca 2021. Wszedł w całości w skład nowego, większego novadsu Lucyn.